# 中環（交易廣場）巴士總站
中環（交易廣場）巴士總站（英語：Central (Exchange Square) Bus Terminus）位於香港香港島中西區中環諾道中交易廣場地下，是香港一個坑狀室內巴士總站，供多條巴士路線使用。另外於總站東面，設有公共小巴總站、專線小巴總站、的士總站和公眾上落客區。中環（交易廣場）巴士總站因為直接繼承前中環總站，已被大眾視為中環的中央車站。本站專利車坑數目更達到14條，是現時全港最多車坑的傳統坑狀車站。

## 總站路線資料（巴士）

### 城巴4號線
- 黃竹坑（南朗山） ↔ 中環（交易廣場）

1933年6月投入服務，現由新巴營辦，來往黃竹坑及中環之間，星期一至五早上繁忙時間外的班次則以循環線形式運作，不經此總站。

### 城巴6號線
- 赤柱市場 ↔ 中環（交易廣場）

1933年6月11日配合專營權生效，由中巴營辦，1993年9月1日由城巴取代中巴經營本線，途經淺水灣、黃泥涌峽。

### 城巴6A線
- 中環（交易廣場） → 赤柱炮台

1991年投入服務，由城巴營運，途經香港仔隧道，只在平日上午繁忙時間提供服務。

### 城巴6X線
- 赤柱市場 ↔ 中環（交易廣場）
- 赤柱炮台 → 中環（交易廣場）

1994年11月10日投入服務，途經皇后大道東、香港仔隧道、深水灣、淺水灣、馬坑。

### 城巴15線（特別班次）
- 中環（交易廣場） ↔ 山頂

1960年7月1日投入服務，現由新巴營運，來往中環5號碼頭及山頂之間，上午十時前的班次則以此為總站。本線是唯一一條每天行走的山頂區巴士路線。

### 城巴30X線（特別班次）
- 中環（交易廣場） → 數碼港

### 城巴37B線（特別班次）
- 未找到該路綫的special資料，請複查Module:香港巴士/hki。

### 城巴66線
- 中環（交易廣場） ↔ 馬坑（赤柱廣場）

1994年1月22日，配合馬坑邨落成而投入服務，只在每天繁忙時間提供服務。

### 城巴70線
- 華貴 ↔ 中環（交易廣場）

1975年1月1日，為配合中巴南區路線重組而投入服務，現時由城巴營運，途經香港仔隧道、灣仔北及金鐘，是香港仔居民來往中環上班下班的主要路線。

### 城巴70P線
- 石排灣 ↔ 中環（交易廣場）

於2007年9月24日投入服務，只於每日早上至黃昏提供服務。

### 城巴75線
- 深灣 ↔ 中環（交易廣場）

1982年3月15日投入服務，是第一批城巴由中巴手上接辦的26條巴士路線之一。途經香港仔隧道、軒尼詩道、金鐘道，是黃竹坑居民來往中環上班下班的主要的路線，只在平日繁忙時間提供服務。

### 城巴90線
- 鴨脷洲邨 ↔ 中環（交易廣場）

1987年4月13日投入服務，是鴨脷洲邨及鴨脷洲大街居民來往中環上班及給灣仔和中環下班的市民的路線。

### 城巴97線
- 利東邨 ↔ 中環（交易廣場）

1987年4月13日投入服務，以配合利東邨入伙。途經香港仔隧道、灣仔、金鐘，只在平日早上繁忙時間提供服務。

### 城巴260線
- 赤柱市場 ↔ 中環（交易廣場）

1978年9月1日投入服務，現由城巴營辦，是港島區目前唯一以2字頭及三位數為編號的巴士路線。

### 新巴315線
- 山頂 ↺ 中環（交易廣場）

### 過海隧道巴士690、690P線
690
- 康盛花園 ↔ 中環（交易廣場）

1990年8月13日投入服務，現由九巴及城巴聯合經營，提供康盛花園、翠林、寶琳來往北角、銅鑼灣、灣仔、金鐘、中環的過海隧道巴士服務。
690P
- 康盛花園 → 中環（交易廣場）

2000年5月2日投入服務，由九巴及城巴聯合經營，途經寶琳北路、將軍澳隧道、啟田道、東區海底隧道、東區走廊、告士打道，只在平日上午提供服務，假日停開。

### 過海隧道巴士690S線
- 坑口 ↔ 中環（交易廣場）

於2023年3月20日起投入服務，由九巴及城巴聯合經營，途經百勝角、日出康城、將藍公路、東區海底隧道、東區走廊、銅鑼灣（只限回程）、灣仔及金鐘，只於平日繁忙時間服務。

## 總站路線資料（專線小巴）

### 香港島專線小巴8號線
- 下碧瑤灣 → 中環（交易廣場）

### 香港島專線小巴8X線
- 下碧瑤灣 ↔ 中環（交易廣場）

### 香港島專線小巴9號線
- 中環（交易廣場） ↺ 寶雲道

### 香港島專線小巴22線
- 薄扶林花園 ↔ 中環（交易廣場）

## 途經路線資料（巴士）

### 城巴2號線
- 嘉亨灣 ↔ 中環（港澳碼頭）

提供穿梭嘉亨灣、愛秩序灣、筲箕灣、西灣河、鰂魚涌、北角、炮台山、銅鑼灣、灣仔、金鐘及中環的流水線巴士服務。

### 城巴4X線
- 華富（南） ↺ 中環（交易廣場）

4X為4號線的特快線，於2008年3月17日開始服務。只在星期一至六服務，早上時段的班次在抵達干諾道中後，便取道林士街天橋，不經上環及西營盤，本路線並與4號線提供聯合班次。

### 城巴7號線
- 石排灣 ↔ 中環碼頭

於1921年投入服務，途經香港仔、田灣、薄扶林道、香港大學、西營盤及上環，為港島區首條巴士路線。

### 城巴12線
- 中環3號碼頭 ↺ 羅便臣道／柏道

該路線提供半山區（堅道、柏道、西摩道及羅便臣道）來往中環及金鐘的港鐵接駁巴士服務，回程途經上環，於1955年8月16日起投入服務。

### 城巴15線
- 中環（5號碼頭） ↔ 山頂

1960年7月1日投入服務，現由新巴營運，來往中環5號碼頭及山頂之間，上午十時前的班次則以中環（交易廣場）為總站。本線是唯一一條每天行走的山頂區巴士路線。

### 城巴30X線
- 數碼港 ↔ 金鐘（東）

2008年3月17日開辦，由新巴營辦，來往金鐘及數碼港之間。是第三條來回程均行經林士街天橋的全日港島路線。

### 城巴91線
- 鴨脷洲邨 ↔ 中環碼頭

該路線提供鴨脷洲邨、利東邨及香港仔來往薄扶林道、上環及中環渡輪碼頭的巴士服務，於1982年11月16日起投入服務。

### 城巴347線
- 金鐘（西） ↺ 香港仔

經域多利道香港華人基督教聯會薄扶林道墳場，只在清明節及重陽節期間提供服務

### 過海隧道巴士621線
- 麗港城 ↔ 中環（香港站）

1997年2月17日起投入服務，由九巴及城巴營運，輔助601線線及619線，為一條只在平日繁忙時間服務的特快過海隧道巴士線，所以價錢較高。

### 城巴629線
- 中環（天星碼頭） → 水上樂園

提供往海洋公園的巴士服務。只在每日早上開5班車單向前往海洋公園，不提供回程服務。

### 過海隧道巴士681線
- 馬鞍山市中心 ↔ 中環（香港站）

於1995年12月6日投入服務，由九巴及城巴聯營，往返馬鞍山及中環。途經大老山隧道、觀塘繞道、東區海底隧道、東區走廊、灣仔。

### 城巴722線
- 耀東邨 ↺ 中環碼頭

1984年6月8日配合東區走廊通車投入服務，由新巴營運，循環行走耀東邨及中環碼頭之間。

### 新巴H1線(日景班次)
- 中環（天星碼頭） ↔ 尖沙咀（漢口道）

### 新巴X15線
- 山頂 ↔ 中環（天星碼頭）

### 過海隧道巴士H1S線
- 中環（大會堂）↺ 香港科學館（除夕夜特別服務）

本線只於每年12月31日晚上開辦，本路線為觀光旅遊巴士路線，提供由中環（大會堂）為起點，穿梭金鐘，灣仔，尖沙咀，銅鑼灣，於2014年12月31日起投入服務，為新巴「人力車觀光巴士」路線，路線本線的主題定為「倒數之旅」路線。

## 途經路線資料（專線小巴）

### 香港島專線小巴22S線（部份時段）
- 薄扶林花園 ↔ 中環碼頭

此線為22的輔助線，只於每日20:30後途經本總站。

## 車坑分佈
| 車坑分佈（以入口最左邊起計） | 車坑分佈（以入口最左邊起計） | 車坑分佈（以入口最左邊起計）    |
| 車坑編號                     | 車坑寬度                     | 路線                            |
| ---------------------------- | ---------------------------- | ------------------------------- |
| 1                            | 單坑                         | 城巴260線                       |
| 2                            | 雙坑                         | 城巴6A、6X線                    |
| 3                            | 單坑                         | 城巴6、66線                     |
| 4                            | 單坑                         | 過海隧道巴士H1線                |
| 5                            | 雙坑                         | 城巴15、X15線                   |
| 6                            | 單坑                         | 城巴70線                        |
| 7                            | 單坑                         | 城巴70P線                       |
| 8                            | 單坑                         | 城巴90線                        |
| 9                            | 單坑                         | 城巴2、12、30X、347、629、722線 |
| 10                           | 單坑                         | 城巴37B、75、97線               |
| 11                           | 單坑                         | 過海隧道巴士621、681線          |
| 12                           | 單坑                         | 過海隧道巴士690、690S線         |
| 13                           | 單坑                         | 城巴4線                         |
| 14                           | 雙坑                         | 城巴4S、4X、7、91線             |

## 外部連結
- 中環（交易廣場）巴士總站（页面存档备份，存于），城巴／新巴
- 九巴（页面存档备份，存于）